# ジェネシス・GV70

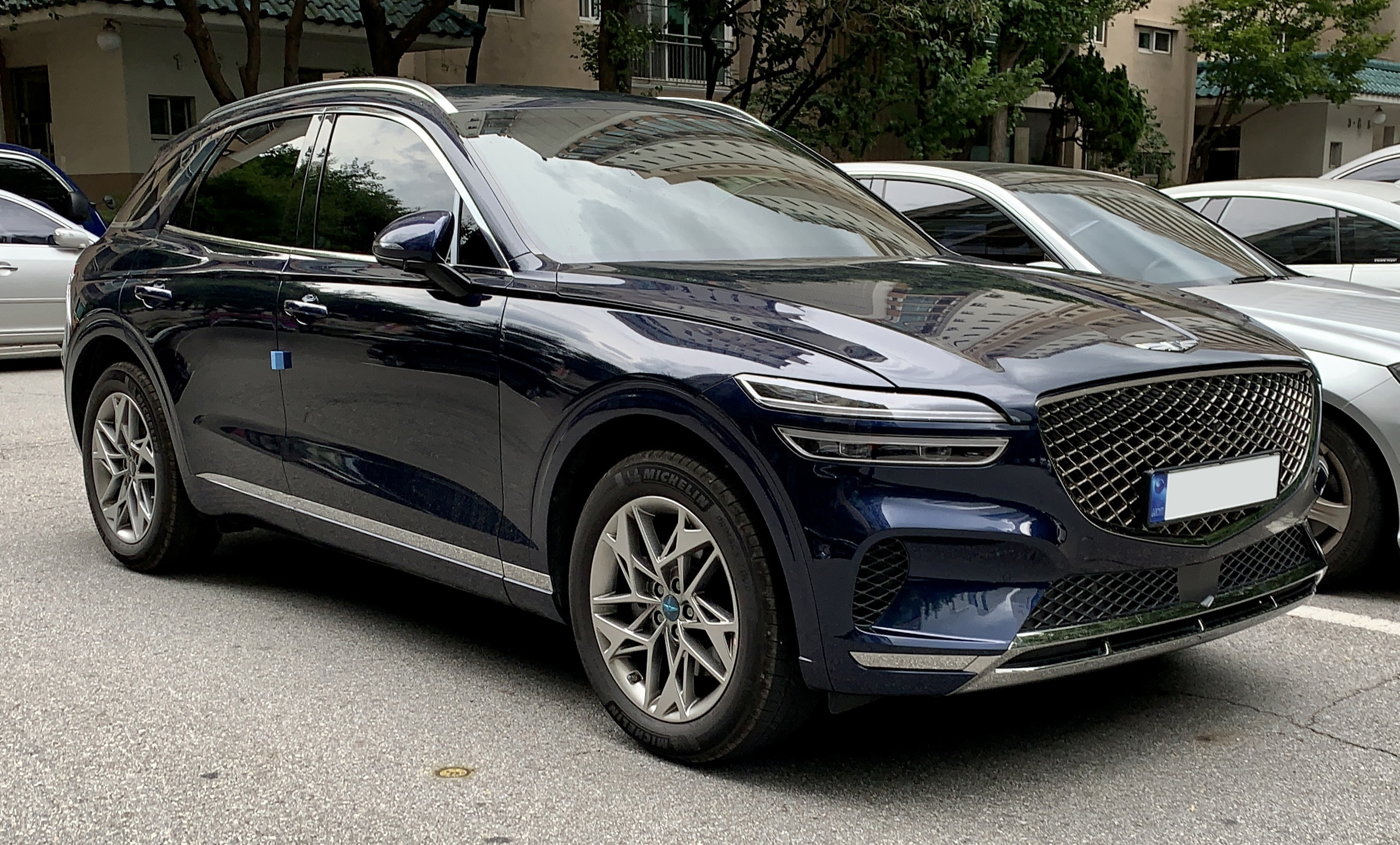

GV70（ジーヴイ・セブンティー）は韓国の自動車メーカー現代自動車の高級車部門・ジェネシスが販売する中型SUVである。

## 概要
ジェネシス第5の車種であり、ブランド内ではGV80の下に位置するSUV。車名のGはGenesis、VはVersatility（汎用性）を意味する。
中型の高級SUVでメルセデス・ベンツ・GLCクラス、BMW・X3/X4、レクサス・NX、ボルボ・XC60、インフィニティ・QX50/QX55などと同じセグメントとなる。

## 歴史

### 初代（JK1型、2020年 - ）
2020年10月29日、全世界に向けて内外装のデザインと一部概要が発表された。　
2020年12月8日、韓国にて発表。
スタイリングは韓国、アメリカ、ドイツにあるジェネシスのデザインスタジオが共同で手掛けた。ジェネシスの最新デザイン言語「Athletic Elegance」に則り、クレストグリルやクアッドランプといったシグネチャーデザインが導入されている。
ベースとなったG70同様にRWDベースのプラットフォームを採用し、AWDも用意される。パワーユニットは直列4気筒・2.2L ディーゼルならびに直4・2.5LとV6・3.5Lの2種のターボチャージャー付きガソリンで構成される。